# Alfonso Auscarriaga
Alfonso Auscarriaga (1932) – piłkarz urugwajski, pomocnik.
Jako piłkarz klubu Danubio FC wziął udział w turnieju Copa América 1956, gdzie Urugwaj zdobył tytuł mistrza Ameryki Południowej. Auscarriaga zagrał w dwóch meczach - z Peru (na 5 minut przed końcem zmienił Carlosa Carranzę) i Argentyną (w 75 minucie zastąpił na boisku Guillermo Escaladę).